# Tournoi de tennis d'Aix-en-Provence (WTA 1974)
Le tournoi d'Aix-en-Provence est un tournoi de tennis professionnel. L'édition féminine 1974 se dispute du 10 au 15 septembre 1974.
Gail Sherriff remporte le simple dames. En finale, elle bat Odile de Roubin.

## Résultats en simple

### Tableau final
|  |                 |  |   |   |  |
|  | Finale          |  |   |   |  |
|  |                 |  |   |   |  |
|  |                 |  |   |   |  |
|  | Gail Sherriff   |  | 6 | 6 |  |
|  | Gail Sherriff   |  | 6 | 6 |  |
|  | Odile de Roubin |  | 4 | 3 |  |